# David Mélé
David Mélé   (Narbona, 22 d'octubre de 1985) és un exjugador de rugbi a 15 francès que jugava al lloc de mig de melé.

## Carrera
Entre 2006 i 2013 va jugar amb el club de la USAP (Perpinyà). En 2013 fitxa pels Leicester Tigers. En 2015 passa a formar part de la plantilla de l'Stade Toulousain, i el 2016 fitxa pel FC Grenoble. El 2018 torna a jugar per la USAP.
El 2019 posa fi a la seva carrera com a jugador, i es converteix en entrenador dels Leicester Tigers.

## Palmarès
Amb l'USAP: Campionat de França:
- Campió: 2009[2]
- Subcampió: 2010